# Grijze bamboehaai
De grijze bamboehaai (Chiloscyllium griseum) is een vis uit de familie van epaulethaaien en Bamboehaaien (Hemiscylliidae), orde bakerhaaien (Orectolobiformes), die voorkomt in het westen en oosten van de Indische Oceaan en het noordwesten van de Grote Oceaan. De grijze bamboehaai is een zout- en brakwatervis die voorkomt in een tropisch klimaat. Deze soort kan een maximale lengte bereiken van 74 cm. De soort komt voor op dieptes van vijf tot tachtig meter.
De vis voedt zich hoofdzakelijk met dierlijk voedsel zoals macrofauna. Verder jaagt hij op vis.
De grijze bamboehaai is voor de visserij van aanzienlijk commercieel belang.

## Verwantschap
Een DNA-studie geeft aan dat C. griseum het nauwste aan C. hasseltii verwant is en dat C. punctatum, C. indicum en C. plagiosum een zusterclade daarvan vormen.

## Beeldgalerij

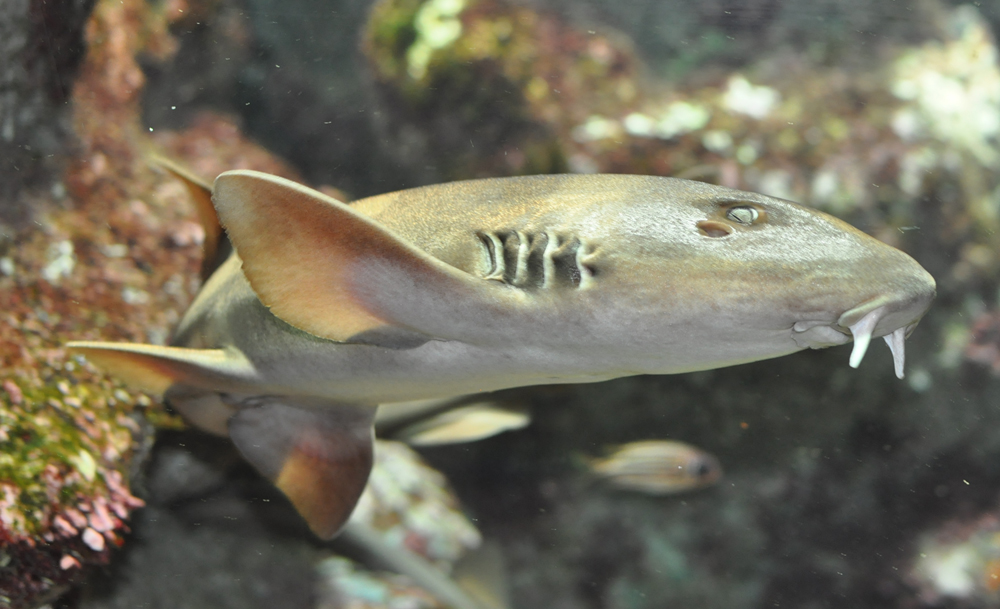
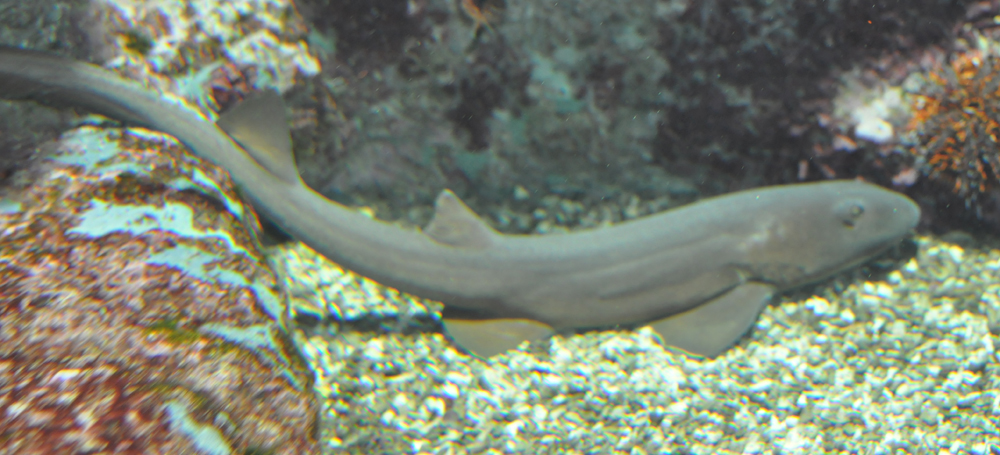
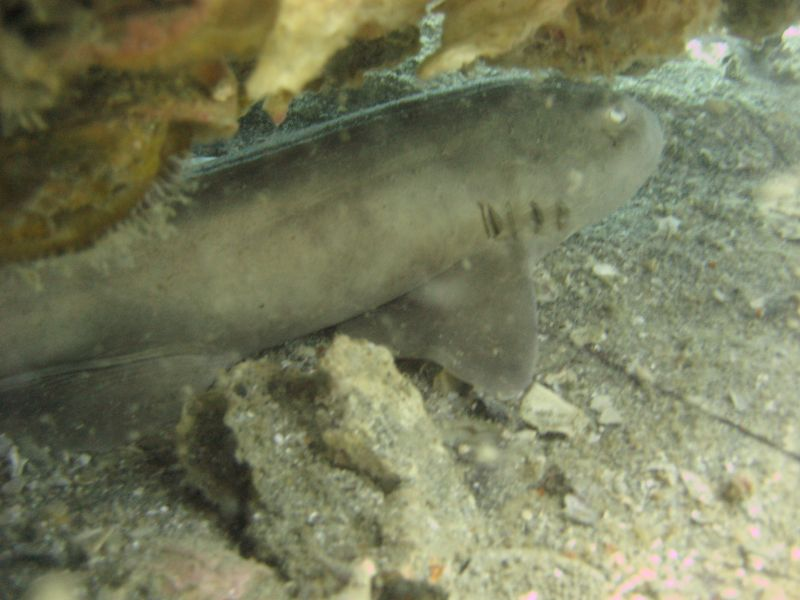